# Laureus World Sports Awards
De Laureus World Sports Awards zijn sportprijzen die jaarlijks worden uitgereikt door het bedrijf Laureus International Media Office, gesponsord door het automerk Mercedes-Benz en de horlogefabriek IWC Schaffhausen.
De jury van de prijzen, ook wel de Oscars van de sport genoemd, kiest jaarlijks een Sportman en Sportvrouw van het Jaar. Er zijn verder ook categorieën zoals Lifetime Achievement of Comeback van het jaar. 
Onder andere Johan Cruijff kreeg voor zijn carrière als voetballer en voetbalcoach een Lifetime Achievement Award.
Ook Justine Henin en Diede de Groot kregen reeds een prijs op dit event.

## Prijzen

### Sportman van het Jaar
- 2025 ·  Armand Duplantis, atletiek
- 2024 ·  Novak Djokovic, tennis
- 2023 ·  Lionel Messi, voetbal
- 2022 ·  Max Verstappen, Formule 1
- 2021 ·  Rafael Nadal, tennis
- 2020 ·  Lewis Hamilton, Formule 1 ·  Lionel Messi, voetbal
- 2019 ·  Novak Djokovic, tennis
- 2018 ·  Roger Federer, tennis
- 2017 ·  Usain Bolt, atletiek
- 2016 ·  Novak Djokovic, tennis
- 2015 ·  Novak Djokovic, tennis
- 2014 ·  Sebastian Vettel, Formule 1
- 2013 ·  Usain Bolt, atletiek
- 2012 ·  Novak Djokovic, tennis
- 2011 ·  Rafael Nadal, tennis
- 2010 ·  Usain Bolt, atletiek
- 2009 ·  Usain Bolt, atletiek
- 2008 ·  Roger Federer, tennis
- 2007 ·  Roger Federer, tennis
- 2006 ·  Roger Federer, tennis
- 2005 ·  Roger Federer, tennis
- 2004 ·  Michael Schumacher, Formule 1
- 2003 ·  Lance Armstrong, wielrennen
- 2002 ·  Michael Schumacher, Formule 1
- 2001 ·  Tiger Woods, golf
- 2000 ·  Tiger Woods, golf

### Sportvrouw van het Jaar
- 2025 ·  Simone Biles, turnen
- 2024 ·  Aitana Bonmatí, voetbal
- 2023 .  Shelly-Ann Fraser-Pryce, atletiek
- 2022 ·  Elaine Thompson-Herah, atletiek
- 2021 ·  Naomi Osaka, tennis
- 2020 ·  Simone Biles, turnen
- 2019 ·  Simone Biles, turnen
- 2018 ·  Serena Williams, tennis
- 2017 ·  Simone Biles, turnen
- 2016 ·  Serena Williams, tennis
- 2015 ·  Genzebe Dibaba, atletiek
- 2014 ·  Missy Franklin, zwemmen
- 2013 ·  Jessica Ennis, atletiek
- 2012 ·  Vivian Cheruiyot, atletiek
- 2011 ·  Lindsey Vonn, alpineskiën
- 2010 ·  Serena Williams, tennis
- 2009 ·  Jelena Isinbajeva, atletiek
- 2008 ·  Justine Henin, tennis
- 2007 ·  Jelena Isinbajeva, atletiek
- 2006 ·  Janica Kostelić, alpineskiën
- 2005 ·  Kelly Holmes, atletiek
- 2004 ·  Annika Sörenstam, golf
- 2003 ·  Serena Williams, tennis
- 2002 ·  Jennifer Capriati, tennis
- 2001 ·  Cathy Freeman, atletiek
- 2000 ·  Marion Jones, atletiek

### Sportploeg van het Jaar
- 2025 ·  Real Madrid
- 2024 ·  Spaans vrouwenvoetbalelftal
- 2023 ·  Argentijns voetbalelftal
- 2022 ·  Italiaans voetbalelftal
- 2021 ·  FC Bayern München
- 2020 ·  Zuid-Afrikaans rugbyteam
- 2019 ·  Frans voetbalelftal
- 2018 ·  Mercedes F1-team
- 2017 ·  Chicago Cubs
- 2016 ·  Nieuw-Zeelands rugbyteam
- 2015 ·  Duits voetbalelftal
- 2014 ·  FC Bayern München
- 2013 ·  Europese Ryder Cup-team
- 2012 ·  FC Barcelona
- 2011 ·  Spaans voetbalelftal
- 2010 ·  Brawn F1-team
- 2009 ·  Chinees Olympisch team
- 2008 ·  Zuid-Afrikaans rugbyteam
- 2007 ·  Italiaans voetbalelftal
- 2006 ·  Renault F1-team
- 2005 ·  Grieks voetbalelftal
- 2004 ·  Engels rugbyteam
- 2003 ·  Braziliaans voetbalelftal
- 2002 ·  Australisch cricketelftal
- 2001 ·  Frans voetbalelftal
- 2000 ·  Manchester United FC

### Gehandicapte Sporter van het Jaar
- 2025 ·  Yuyan Jiang, zwemmen
- 2024 ·  Diede de Groot, rolstoeltennis
- 2023 ·  Catherine Debrunner, atletiek
- 2022 ·  Marcel Hug, wheelen
- 2021 · niet uitgereikt
- 2020 ·  Oksana Masters, langlaufen
- 2019 ·  Henrieta Farkašová, alpineskiën
- 2018 ·  Marcel Hug, wheelen
- 2017 ·  Beatrice Vio, schermen
- 2016 ·  Daniel Dias, zwemmen
- 2015 ·  Tatyana McFadden, atletiek
- 2014 ·  Marie Bochet, alpineskiën
- 2013 ·  Daniel Dias, zwemmen
- 2012 ·  Oscar Pistorius, atletiek
- 2011 ·  Verena Bentele, alpineskiën
- 2010 ·  Natalie du Toit, zwemmen
- 2009 ·  Daniel Dias, zwemmen
- 2008 ·  Esther Vergeer, tennis
- 2007 ·  Martin Braxenthaler, alpineskiën
- 2006 ·  Ernst van Dyk, atletiek
- 2005 ·  Chantal Petitclerc, atletiek
- 2004 ·  Earle Connor, atletiek
- 2003 ·  Michael Milton, alpineskiën
- 2002 ·  Esther Vergeer, tennis
- 2001 ·  Vinny Lauwers, zeilen
- 2000 ·  Louise Sauvage, atletiek

### Doorbraak van het Jaar
Vóór 2007: Nieuwkomer van het Jaar
- 2025 ·  Lamine Yamal, voetbal
- 2024 ·  Jude Bellingham, voetbal
- 2023 ·  Carlos Alcaraz, tennis
- 2022 ·  Emma Raducanu, tennis
- 2021 ·  Patrick Mahomes, American football
- 2020 ·  Egan Bernal, wielrennen
- 2019 ·  Naomi Osaka, tennis
- 2018 ·  Sergio García, golf
- 2017 ·  Nico Rosberg, Formule 1
- 2016 ·  Jordan Spieth, golf
- 2015 ·  Daniel Ricciardo, Formule 1
- 2014 ·  Marc Márquez, MotoGP
- 2013 ·  Andy Murray, tennis
- 2012 ·  Rory McIlroy, golf
- 2011 ·  Martin Kaymer, golf
- 2010 ·  Jenson Button, Formule 1
- 2009 ·  Rebecca Adlington, zwemmen
- 2008 ·  Lewis Hamilton, Formule 1
- 2007 ·  Amélie Mauresmo, tennis
- 2006 ·  Rafael Nadal, tennis
- 2005 ·  Liu Xiang, atletiek
- 2004 ·  Michelle Wie, golf
- 2003 ·  Yao Ming, basketbal
- 2002 ·  Juan Pablo Montoya, Formule 1
- 2001 ·  Marat Safin, tennis
- 2000 ·  Sergio García, golf

### Actiesporter van het Jaar
Vóór 2007: Alternatieve Sporter van het Jaar
- 2025 ·  Tom Pidcock, mountainbike
- 2024 ·  Arisa Trew, skateboarden
- 2023 ·  Eileen Gu, freestyle skieën
- 2022 ·  Bethany Shriever, BMX
- 2021 · niet uitgereikt
- 2020 ·  Chloe Kim, snowboarden
- 2019 ·  Chloe Kim, snowboarden
- 2018 ·  Armel Le Cléac'h, zeilen
- 2017 ·  Rachel Atherton, mountainbiken
- 2016 ·  Jan Frodeno, triatlon
- 2015 ·  Alan Eustace, extreme sport
- 2014 ·  Jamie Bestwick, BMX
- 2013 ·  Felix Baumgartner, extreme sport
- 2012 ·  Kelly Slater, surfen
- 2011 ·  Kelly Slater, surfen
- 2010 ·  Stephanie Gilmore, surfen
- 2009 ·  Kelly Slater, surfen
- 2008 ·  Shaun White, snowboarden
- 2007 ·  Kelly Slater, surfen
- 2006 ·  Angelo d'Arrigo, vliegen
- 2005 ·  Ellen MacArthur, zeilen
- 2004 ·  Layne Beachley, surfen
- 2003 ·  Dean Potter, klimsport
- 2002 ·  Bob Burnquist, skateboarden
- 2001 ·  Mike Horn, zeilen
- 2000 ·  Shaun Palmer, snowboarden

### Comeback van het Jaar
- 2025 ·  Rebeca Andrade, turnen
- 2024 ·  Simone Biles, turnen
- 2023 ·  Christian Eriksen, voetbal
- 2022 ·  Sky Brown, skateboarden
- 2021 ·  Maxence Parrot, snowboarden
- 2020 ·  Sophia Flörsch, autosport
- 2019 ·  Tiger Woods, golf
- 2018 ·  Roger Federer, tennis
- 2017 ·  Michael Phelps, zwemmen
- 2016 ·  Dan Carter, rugby
- 2015 ·  Schalk Burger, rugby
- 2014 ·  Rafael Nadal, tennis
- 2013 ·  Félix Sánchez, atletiek
- 2012 ·  Darren Clarke, golf
- 2011 ·  Valentino Rossi, MotoGP
- 2010 ·  Kim Clijsters, tennis
- 2009 ·  Vitali Klytsjko, boksen
- 2008 ·  Paula Radcliffe, atletiek
- 2007 ·  Serena Williams, tennis
- 2006 ·  Martina Hingis, tennis
- 2005 ·  Alessandro Zanardi, autosport
- 2004 ·  Hermann Maier, alpineskiën
- 2003 ·  Ronaldo, voetbal
- 2002 ·  Goran Ivanišević, tennis
- 2001 ·  Jennifer Capriati, tennis
- 2000 ·  Lance Armstrong, wielrennen

### Lifetime Achievement Award
- 2025 ·  Kelly Slater, surfen
- 2024 · niet uitgereikt
- 2023 · niet uitgereikt
- 2022 ·  Tom Brady, American football
- 2021 ·  Billie Jean King, tennis
- 2020 ·  Dirk Nowitzki, basketbal
- 2019 ·  Arsène Wenger, voetbal
- 2018 ·  Edwin Moses, atletiek
- 2017 · niet uitgereikt
- 2016 ·  Niki Lauda, Formule 1
- 2015 · niet uitgereikt
- 2014 · niet uitgereikt
- 2013 ·  Sebastian Coe, atletiek
- 2012 ·  Bobby Charlton, voetbal
- 2011 ·  Zinédine Zidane, voetbal
- 2010 ·  Nawal El Moutawakel, atletiek
- 2009 · niet uitgereikt
- 2008 ·  Serhij Boebka, atletiek
- 2007 ·  Franz Beckenbauer, voetbal
- 2006 ·  Johan Cruijff, voetbal
- 2005 · niet uitgereikt
- 2004 ·  Arne Næss Jr. (postuum), klimsport
- 2003 ·  Gary Player, golf
- 2002 ·  Peter Blake (postuum), zeilen
- 2001 ·  Steve Redgrave, roeien
- 2000 ·  Pelé, voetbal

### Exceptionele Prestatie Award
- 2025 · niet uitgereikt
- 2024 · niet uitgereikt
- 2023 · niet uitgereikt
- 2022 ·  Robert Lewandowski, voetbal
- 2021 · niet uitgereikt
- 2020 ·  Spaanse basketbalfederatie, basketbal
- 2019 ·  Eliud Kipchoge, atletiek
- 2018 ·  Francesco Totti, voetbal
- 2015 ·  Li Na, tennis
- 2014 · niet uitgereikt
- 2013 ·  Michael Phelps, zwemmen

### Sport for Good Award
- 2024 ·  Fundación Rafa Nadal
- 2023 · TeamUp
- 2023 ·  Lost Boyz Inc.
- 2021 ·  Kickformore by Kickfair
- 2020 ·  South Bronx United
- 2019 ·  Yuwa
- 2018 ·  Active Communities Network
- 2017 ·  Waves for Change
- 2016 ·  Moving the Goalposts
- 2015 ·  Skateistan
- 2014 ·  Magic Bus
- 2013 · niet uitgereikt
- 2012 ·  Raí Souza Vieira de Oliveira, voetbal
- 2011 ·  May El-Khalil, oprichter van de marathon van Beiroet
- 2010 ·  Dikembe Mutombo, basketbal
- 2009 · niet uitgereikt
- 2008 ·  Brendan Tuohey ·  Sean Tuohey, oprichters van van PeacePlayers International
- 2007 ·  Luke Dowdney, oprichter van Fight for Peace in Rio de Janeiro
- 2006 ·  Jürgen Griesbeck, straatvoetbal
- 2005 ·  Gerry Storey, boksen
- 2004 ·  Indiaas cricketelftal ·  Pakistaans cricketelftal ·  Mathare Youth Sports Association
- 2003 ·  Arnold Schwarzenegger, bodybuilden
- 2002 ·  Peter Blake (postuum), zeilen
- 2001 ·  Kipchoge Keino, atletiek
- 2000 ·  Eunice Kennedy Shriver, oprichter van Special Olympics

### Spirit of Sport Award
- 2025 · niet uitgereikt
- 2024 · niet uitgereikt
- 2023 · niet uitgereikt
- 2022 · niet uitgereikt
- 2021 · niet uitgereikt
- 2020 · niet uitgereikt
- 2019 ·  Lindsey Vonn, alpineskiën
- 2018 · niet uitgereikt
- 2017 ·  Leicester City FC
- 2016 ·  Johan Cruijff (postuum), voetbal
- 2015 ·  Yao Ming, basketbal
- 2014 ·  Afghaans cricketelftal
- 2013 · niet uitgereikt
- 2012 · niet uitgereikt
- 2011 ·  Europese Ryder Cup-team
- 2010 · niet uitgereikt
- 2009 · niet uitgereikt
- 2008 ·  Dick Pound, voormalig voorzitter van het World Anti-Doping Agency
- 2007 ·  FC Barcelona
- 2006 ·  Valentino Rossi, MotoGP
- 2005 ·  Boston Red Sox